# Yvette Freeman
Pour les articles homonymes, voir Yvette et Freeman.
Yvette Freeman est une actrice, réalisatrice, productrice et scénariste américaine née le 1er octobre 1957 à Wilmington, dans le Delaware aux États-Unis.

## Filmographie

### comme actrice
- 1991 : Dans la peau d'une blonde (Switch) : Mae the Maid
- 1991 : Dead Again : Nurse
- 1992 : Le Temps d'une idylle (Just My Imagination) (TV) : Mrs. DeWitt
- 1994-2009 : Urgences (TV) : Infirmière Shirley Adams (184 épisodes)
- 1995 : Les Démons du maïs 3 (Children of the Corn III) : Samantha
- 1995 : Angus : Science Teacher
- 1996 : Norma Jean & Marilyn (TV) : Hazel Washington
- 1997 : Working ("Working") (série télévisée) : Evelyn Smalley
- 2002 : Hung-Up : Aida
- 2002 : The Adventures of Tom Thumb & Thumbelina (vidéo) : Leola (voix)
- 2003 : Remember
- 2003 : Hideous Scream
- 2005 : Planting Melvin : Wanda Shepard.
- 2008-2010 : Des jours et des vies (série télévisée) : Infirmière Lesley/Infirmière Linda (8 épisodes)
- 2009-2012 : Amour, Gloire et Beauté (série télévisée) : Dr Lewis (20 épisodes; récurrente)
- 2010 : Pretty Little Liars (série télévisée) : School Administrator
- 2014-2015 : Orange Is the New Black (série télévisée) : Irma (saisons 2 et 3; récurrente)

### comme réalisatrice et scénariste
- 2000 : The Blessing Way
- 2003 : Remember

### comme productrice
- 2003 : Remember
- 2003 : Hideous Scream